# Пожун (Озаљ)
Пожун (хрв. Požun) је насељено место у саставу града Озаљ, Карловачка жупанија, Хрватска.

## Историја
До територијалне реорганизације у Хрватској био је у саставу старе општине Озаљ.

## Становништво
У попису становништва из 2011. године, Пожун је имао 35 становника.
| Број становника према пописима | Број становника према пописима | Број становника према пописима | Број становника према пописима | Број становника према пописима | Број становника према пописима | Број становника према пописима | Број становника према пописима | Број становника према пописима | Број становника према пописима | Број становника према пописима | Број становника према пописима | Број становника према пописима | Број становника према пописима | Број становника према пописима | Број становника према пописима |
| ------------------------------ | ------------------------------ | ------------------------------ | ------------------------------ | ------------------------------ | ------------------------------ | ------------------------------ | ------------------------------ | ------------------------------ | ------------------------------ | ------------------------------ | ------------------------------ | ------------------------------ | ------------------------------ | ------------------------------ | ------------------------------ |
| 1857                           | 1869                           | 1880                           | 1890                           | 1900                           | 1910                           | 1921                           | 1931                           | 1948                           | 1953                           | 1961                           | 1971                           | 1981                           | 1991                           | 2001                           | 2011                           |
| 54                             | 66                             | 67                             | 47                             | 71                             | 84                             | 72                             | 79                             | 87                             | 82                             | 92                             | 97                             | 79                             | 65                             | 50                             | 35                             |

## Галерија
- сеоски детаљ
- табла и пејзаж
- кућни број
- поглед на Пожун из Озља